# 雅韦勒-安德烈·雪铁龙站
雅韦勒-安德烈·雪铁龙站（法語：Javel - André Citroën）法国巴黎地铁10号线车站，位于巴黎十五区。此站原屬8号线並于1913年9月30日启用，1937年7月27日随8号线部分路段一同转为10号线。
车站取名自附近RER的雅韦勒站和安德烈·雪铁龙公园，其中公園由雪铁龙汽车公司工厂改建成安德烈·雪铁龙公园（原以雪铁龙汽车创始人安德烈·雪铁龙命名）。

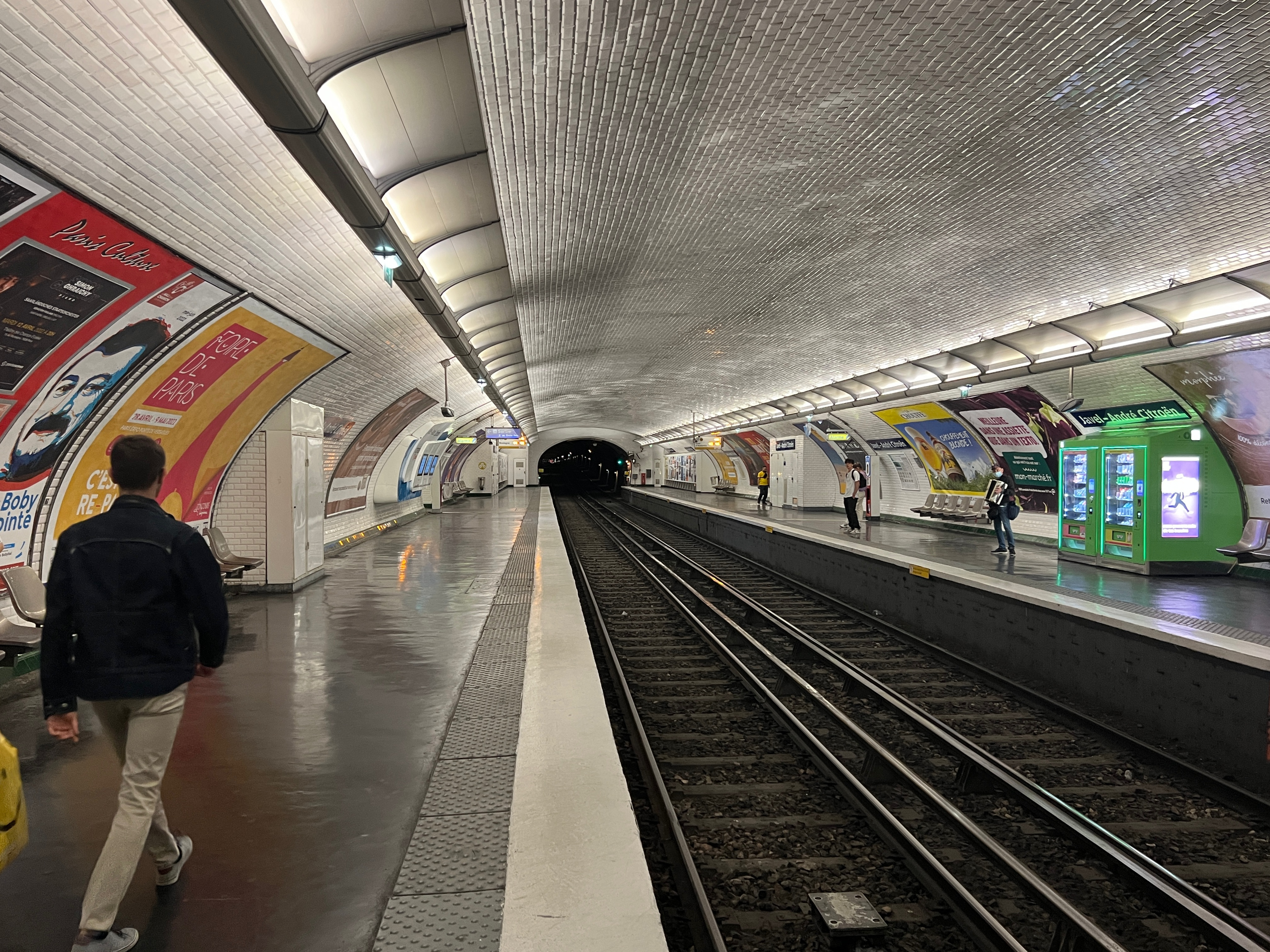
月台（2022年5月）

## 車站結構
| 街道層 | 街道層             | 出口                            |
| 月台   | 側式月台，右側開門 | 側式月台，右側開門              |
| 月台   | 西行               | 往布洛涅-聖克盧橋（欧特伊教堂） |
| 月台   | 東行               | 往奧斯特利茨（夏爾·米歇爾）     |
| 月台   | 側式月台，右側開門 |                                 |